# 奥维 (科罗拉多州)
奥维（英語：Ovid），是美国科罗拉多州塞奇威克县下属的一座城市。建市于1925年12月21日，面积大约为0.162平方英里（0.42平方公里）。根据2010年美国人口普查，该市有人口318人。2011年估计该市有人口316人，相比2010年人口增长率为-0.63%。同时，论人口该市是科罗拉多州第217大城市。